# Fársz tartomány

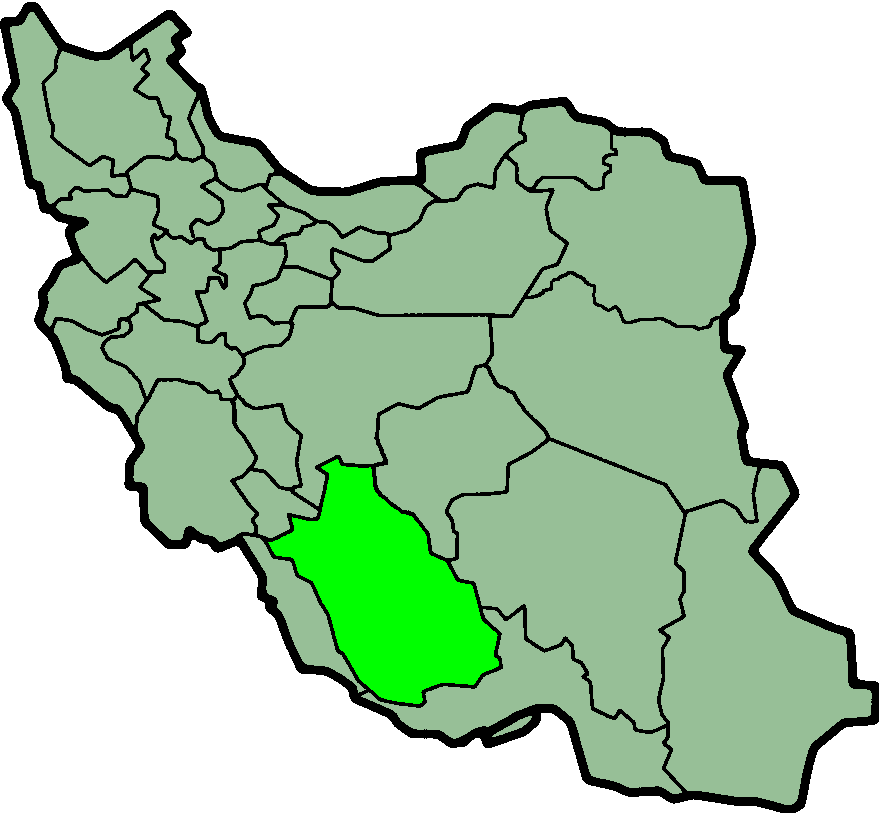
Fársz tartomány elhelyezkedése Iránban

Fársz tartomány vagy Farsistan (perzsául استان فارس [Ostân-e Fârs]) Irán 31 tartományának egyike az ország középső részén. Északnyugaton Iszfahán, északkeleten Jazd, keleten Kermán, délkeleten és délen Hormozgán, délnyugaton Busehr, nyugaton pedig Kohgiluje és Bujer Ahmad tartomány határolja. Székhelye Siráz városa. Területe 122 608 km², lakossága 4 220 721 fő.

## Közigazgatási beosztása
Fársz tartomány 29 megyére (sahrasztán) oszlik. Ezek: Ábáde, Arszandzsán, Bavánát, Dáráb, Dzsahrom, Eglid, Esztahbán, Farásband, Faszá, Firuzábád, Gerás, Haráme, Hondzs, Horrambid, Kavár, Kázerun, Kir és Kárzin, Lámerd, Láresztán, Mamaszani, Marvdast, Mehr, Nejriz, Pászárgád, Rosztam, Siráz, Szarvesztán, Szepidán, Zarrindast.

## Fordítás
- Ez a szócikk részben vagy egészben  a(z)   استان‌های ایران című perzsa Wikipédia-szócikk ezen változatának fordításán alapul.  Az eredeti cikk szerkesztőit annak laptörténete sorolja fel. Ez a jelzés csupán a megfogalmazás eredetét és a szerzői jogokat jelzi, nem szolgál a cikkben szereplő információk forrásmegjelöléseként.